# Панько Юрій
Юрій Панько (3 травня 1933 р., Гуменський Рокитів — 22 червня 2017, Орябина) — словацький філолог та лінгвіст-славіст, лексикограф, спеціаліст з русинських діалектів Карпат (які він розглядав як окрему русинську мову).

## Біографія
Народився в селі Рокитів коло Гуменного, там же закінчив народну школу, а 1945-53 рр. навчався в Гуменській російській гімназії, де здобув середню освіту. Вивчав в вузі українську мову та літературу, після чого з 1957 р. викладав у середній школі в Старій Любовні, водночас вивчав екстерном російську мову та і літературу в Пряшові. З 1962 р. — асистент при кафедрі російської мови та літератури Університеті П. Й. Шафарика. З 1964 р. був аспірантом Університету у Брно (зараз Університет Масарика), а 1970 р. захистив докторську дисертацію. 1975 р. через свої погляди мусив піти з навчального закладу, працював технічним робітником у лікарні, учителем в Старій Любовні і вихователем інтернату в Пряшові. В 1990 р. повернувся на кафедрі російської мови та літератури в Університеті Шафарика (в 1991 р. захистив кандидатську дисертацію, а в 1994 р. габілітувався на звання доцента), де до виходу на емеритуру викладав синтаксис російської мови.
Після політичних змін кінця 1980-х років став активістом «русинського відродження», був одним з головних кодифікаторів пряшівсько-русинського діалекту у Словаччині та автором і співавтором публікацій з граматики мови. Є також автором сучасного двотомового словацько-русинського словника і інших лексикографічных публікацій.

## Вибрані публікації
- Панько Ю. Нормы русиньского правопису. — Пряшів, 1992.
- Панько Ю. Русиньско-русько-україньско-словеньско-польский словник лінґвістічных термінів. — Пряшов, 1994. — С. 21.
- Ябур, В., Панько, Ю.: Правила русиньского правопи.су. Пряшів: Русиньска оброда, 1994.
- PAŇKO, Juraj (2012-15) Slovensko-rusínsky slovník/Словацько-русиньскый словник, 2 томів. Prešov: Rusínska obroda na Slovensku.